# Milionia nigra
Milionia nigra är en fjärilsart som beskrevs av Rothschild 1926. Milionia nigra ingår i släktet Milionia och familjen mätare. Inga underarter finns listade i Catalogue of Life.